# Хюрлебуш, Конрад Фридрих
Конрад Фридрих Хюрлебуш  (30 декабря 1691 — 17 декабря 1765) — немецкий композитор и органист.

## Жизнь
Конрад Фридрих Хюрлебуш родился в Брауншвейге (Германия). Первым учителем был его отец, Генрих Лоренц, викарий и органист. В дальнейшем Хюрлебуш учился в Вене и в Италии.
Как виртуоз-пианист в течение своей жизни Хюрлебуш посвятил много времени гастролям по Европе и посетил Вену, Мюнхен и Италию.
С 1723 по 1725 годы Хюрлебуш был капельмейстером в Стокгольме. Должность капельмейстера он занимал затем в Байройте, в Гамбурге с 1727 года и в Брауншвейге.
Известно, что в 1735 году Хюрлебуш посетил в Лейпциге Иоганна Себастьяна Баха. Бах даже продавал его работы как композитора.
Позже, с 22 февраля 1743 года Хюрлебуш стал органистом в Старой Церкви (нидерл. Oude Kerk) в Амстердаме и оставался на этом посту до самой смерти.

## Работы
Наследие Хюрлебуша содержит кантаты, оперы (L’innocenza difesa, Flavio Cuniberto), псалмы, оды, сонаты. Однако большинство работ было утеряно. Его 150 псалмов были опубликованы в Амстердаме в 1766 году.
Сборник Sammlung verschiedener und auserlesener Oden (1737—1743) Иоганна Фридриха Графе содержит 72 его оды.